# Ministère des Ressources naturelles et du Développement de l'énergie
Le ministère des Ressources naturelles et du Développement de l'énergie du Nouveau-Brunswick (province du Canada) est un ministère chargé des ressources naturelles et du développement de l'énergie. Le ministre actuel se nomme Mike Holland.